# Георг Кристиан (ландграф Гессен-Гомбурга)
Георг Кристиан Гессен-Гомбургский (нем. Georg Christian von Hessen-Homburg; 10 декабря 1626, Гомбург — 1 августа 1677, Франкфурт-на-Майне) — третий ландграф Гессен-Гомбурга.

## Биография
Георг Кристиан — пятый ребёнок ландграфа Гессен-Гомбурга Фридриха I. Отец Вильгельма Кристофа умер в 1638 году, дети выросли под опекой матери Маргариты Елизаветы Лейнинген-Вестербургской.
В 1648 году Георг Кристиан поступил на военную службу в испанскую армию, где прослужил до 1653 года, дослужившись до «капитан-генерала». В это время он перешёл в католицизм. Затем Георг Кристиан отправился во Францию, чтобы попытать счастья во французской армии. Получив звание генерал-лейтенанта, в 1656 году он безуспешно попытался набрать полк инфантерии и полк кавалерии. Тем не менее, Георг Кристиан оказался полезен кардиналу Мазарини, который использовал его в качестве агента и посредника на выборах императора Священной Римской империи 1658 года и на переговорах о первом Рейнском союзе.
В 1660 году Георг Кристиан пребывал в Саксонии, при веймарском дворе он был принят Вильгельмом IV Саксен-Веймарским в Плодоносное общество. В сентябре 1665 года Георг Кристиан командовал войском Кристофа Бернгарда фон Галена, выступившего союзником английского короля. Военные действия за владения Боркуло закончились вторжением Франции и Бранденбурга против Галена.
11 октября 1666 года Георг Кристиан женился в Гамбурге на Анне Катарине фон Погвич, вдове фон Алефельдт. Брак был не очень счастливым, поскольку в 1668 году Георг Кристиан уже вернулся в Гомбург, а его супруга осталась в Северной Германии.
Провёл монетную реформу (денежную реформу), получившую одобрение от кайзера и начал проводить, другие отдельные реформы для ландграфства, но не смог их завершить, вследствие участия Гессен-Касселя в тридцатилетней войне.
В 1669 году Георг Кристиан выкупил у своего брата Вильгельма Кристофа город и амт Гомбург, но уже в 1671 году заложил их своим кредиторам, тайному советнику Майнцского архиепископства Иоганну Кристиану фон Бойнебургу и франкфуртскому банкиру Иоганну Оксу. Ландграф Гессен-Дармштадта Людвиг VI выкупил Гомбург и в 1673—1679 годах Гессен-Гомбург временно входил в земли Дармштадта, так как были приобретены по переуступке прав на залог. Вследствие этого суверенитет государства (а также его права) сохранялись, за ветвью рода Гессен-Гомбурга.